# بیلسهاوزن
بیلسهاوزن (به آلمانی: Bilshausen) یک شهر در آلمان است که در گوتینگن واقع شده‌است. بیلسهاوزن ۳٬۷۹۴ نفر جمعیت دارد.